# Tereza Krejčová
Tereza Krejčová (* 30. August 2008) ist eine tschechische Tennisspielerin.

## Karriere
Krejčová spielt bislang vor allem Turniere der ITF Women’s World Tennis Tour, wo sie aber noch keinen Titel gewinnen konnte.
2023 gewann sie beim Europäischen Olympischen Sommer-Jugendfestival zusammen mit Julie Paštiková die Bronzemedaille im Doppel. Im August erhielt sie zusammen mit ihrer Partnerin Paštiková eine Wildcard für das Hauptfeld im Damendoppel des Zubr Cup, wo die beiden aber bereits ihr Auftaktmatch gegen Karolina Kozakova und Kristýna Tomajková mit 0:6, 7:5 und [6:10] verloren. Eine Woche später erhielt sie bei den Kuchyně Gorenje Prague Open für das Hauptfeld im Dameneinzel und zusammen mit Paštiková im Damendoppel eine Wildcard. Sowohl im Einzel als auch im Doppel scheiterte sie bereits in der Erstrundenbegegnung.
2024 startete sie in Wimbledon im Juniorinneneinzel, wo sie aber bereits in der ersten Runde gegen Noemi Basiletti mit 0:6 und 1:6 verlor. Im Juniorinnendoppel verlor sie in der ersten Runde an der Seite ihrer Partnerin Anna Maria Fedotova gegen Noemi Basiletti und Lilli Tagger denkbar knapp in drei Sätzen mit 6:74, 7:65 und [5:10]. Bei den US Open im Juniorinneneinzel das Achtelfinale und mit Partnerin Eliška Ticháčková im Juniorinnendoppel das Halbfinale. Im Dezember erreichte sie das Halbfinale des J500 im mexikanischen Merida. Kurz danach gewann sie das prestigeträchtige Orange Bowl-Turnier für Nachwuchstalente im US-amerikanischen Plantation. Im Finale des Turniers, das als inoffizielle Junioren-Weltmeisterschaft gilt, besiegte sie ihre Gegnerin mit 2:1.
2025 erreichte sie bei den Australian Open im Juniorinneneinzel die zweite Runde, im Juniorinnendoppel zusammen mit Partnerin Vendula Valdmannová das Halbfinale. Im Februar erhielt sie eine Wildcard für das Hauptfeld im Dameneinzel und zusammen mit Partnerin Laura Samson für das Hauptfeld im Damendoppel der mit 60.000 US-Dollar dotierten Winter Prague Open. Im Einzel scheiterte sie bereits in der ersten Runde mit 6:73 und 0:6 gegen Linda Klimovičová. Im Doppel erreichte sie mit Laura Samson das Viertelfinale.
Krejčová spielt 2025 in der deutschen 2. Tennis-Bundesliga für den MBB SG Manching.

## Abschneiden bei Grand-Slam-Turnieren

### Juniorinneneinzel
| Turnier         | 2024 | 2025 | Karriere |
| --------------- | ---- | ---- | -------- |
| Australian Open | —    | 2    | 2        |
| French Open     | —    | 1    | 1        |
| Wimbledon       | 1    | —    | 1        |
| US Open         | AF   |      | AF       |

Zeichenerklärung: S = Turniersieg; F, HF, VF, AF = Einzug ins Finale / Halbfinale / Viertelfinale / Achtelfinale; 1, 2, 3 = Ausscheiden in der 1. / 2. / 3. Hauptrunde; nicht ausgetragen

### Juniorinnendoppel
| Turnier         | 2024 | 2025 | Karriere |
| --------------- | ---- | ---- | -------- |
| Australian Open | —    | HF   | HF       |
| French Open     | —    | VF   | VF       |
| Wimbledon       | 1    | —    | 1        |
| US Open         | HF   |      | HF       |